# Steffen Binke
Steffen Binke (* 7. September 1972 in Lauchhammer) ist ein ehemaliger deutscher Fußballspieler. Nach der Karriere im Sport ist er als Fotograf beruflich tätig.

## Sportliche Laufbahn

### Vereinskarriere
Im Mai 1989 gewann er mit der Jugend der SG Dynamo Dresden das Finale um den FDJ-Pokal gegen den HFC Chemie mit 5:1 und konnte sich mit dem Treffer zum 2:0 dabei auch in die Torschützenliste des Endspieles eintragen. Anfang Juni holte die Dynamo-Jugend von Trainer Dieter Riedel auch den Meistertitel und damit erst das dritte Double in dieser Altersklasse.
Im Sommer 1991 rückte Steffen Binke, ein Jahr zuvor vom Nachwuchs Dynamo Dresdens in die A-Jugend des 1. FC Nürnberg gewechselt, als Vertragsamateur in den Bundesligakader des fränkischen Traditionsvereins auf. Eingesetzt wurde der im Saisonverlauf 19 Jahre alt gewordene Brandenburger in der höchsten Spielklasse des deutschen Fußballs aber nicht. Bis 1993 spielte er beim Glubb so vor allem in der Amateurmannschaft.
Nach einer weiteren Station in Franken, beim Büchenbacher Sport-Club Erlangen, wechselte der frühere DDR-Jugendauswahlspieler im Winter 1994/95 zum SV Wacker Burghausen nach Oberbayern. Von 1996 bis 2000 war Binke in der Regionalliga Nordost beim VFC Plauen, nachdem ihn mit den Vogtländern 1995/96 der Aufstieg aus der Oberliga Nordost in die Drittklassigkeit im NOFV-Bereich gelungen war, Dynamo Dresden, dem Dresdner SC und schließlich beim FC Erzgebirge Aue aktiv.

### Auswahleinsätze
Bereits im Schüleralter machte Steffen Binke republikweit auf sich aufmerksam, als er im Spätsommer 1986 mit der Dresdner Bezirksauswahl bei der DFV-Spartakiade antrat und gemeinsam mit seinem Dynamo-Teamkameraden Frank Seifert als einer der besten Spieler des Turniers ausgezeichnet wurde.
Im Juni 1989 Jahres weilte Binke mit der Jugendauswahl der DDR beim FIFA-Weltturnier „Unter 16“. Beim Turnier in Schottland schied die Elf von Trainer Eberhard Vogel mit dem Dresdner in der Anfangsformation im Viertelfinale gegen den späteren Vizeweltmeister Schottland aus. Zuvor hatte die DDR-Vertretung im Mai dieses Jahres mit dem Dynamo-Akteur die Silbermedaille bei der EM in Dänemark gewonnen und darüber die Teilnahmeberechtigung an der U-16-WM errungen.

## Weiterer Werdegang
Nach seiner Fußballerkarriere widmete er sich in Australien der Unterwasserfotografie. Laut eigenen Angaben in seinem Instagram-Profil @binkephotographicart zählt er Down under in dieser Spezialdisziplin zu den Besten seines Fachs.